# Chen Sheng
Chen Sheng (?-208 v.Chr) was een Chinese opstandelingenleider tijdens de Qin-dynastie. 
Chen Sheng was afkomstig uit Yangcheng (in de huidige provincie Henan). Hij maakte deel uit van een groep van 900 dienstplichtige boeren die er na een overtreding van de strenge Qin-wetgeving in 209 v.Chr. in het dorp Daze (in de huidige provincie Anhui) voor koos om in opstand te komen in plaats van de doodstraf te riskeren. Chen Sheng nam hierbij met Wu Guang de leidersrol en voorspelde dat de ellende van het gewone volk zo groot was dat de opstandelingen vanzelf veel meer aanhang zouden krijgen. Niet lang daarna werd zijn leidersrol bevestigd door bovennatuurlijke gebeurtenissen zoals een boer die een stuk zijden vond in de buik van een vis met daarop de boodschap dat Chen Sheng koning zou worden. Ook klonk er een luide stem uit een tempel, die zei dat de staat Chu hersteld zou worden met Chen Sheng als koning. 
Volgens de Han-historicus Sima Qian vermoordde Chen Sheng twee Qin-officieren en zei tegen de boeren dat iedereen een groot man kan worden en dat niemand bij geboorte al koning, hertog, generaal of minister is. Dit inspireerde de boeren zodanig dat zij zwoeren gezamenlijk de Qin-dynastie omver te werpen.
De door Chen Sheng en Wu Guang ingezette aanvallen liepen echter slecht af. De Qin-generaal Zhang Han wist de opstandelingen te verslaan. Chen Sheng was gedwongen zich terug te trekken in Chengfu (in de huidige provincie Anhui), waar hij door een koetsier werd vermoord.